# Alice Lake Park
Alice Lake Park är en park i Kanada.   Den ligger i provinsen British Columbia, i den sydvästra delen av landet, 3 500 km väster om huvudstaden Ottawa. Alice Lake Park ligger 226 meter över havet. Den ligger vid sjön Alice Lake.
Terrängen runt Alice Lake Park är bergig österut, men västerut är den kuperad.Närmaste större samhälle är Squamish, 9,7 km söder om Alice Lake Park. 
I omgivningarna runt Alice Lake Park växer i huvudsak barrskog. Trakten runt Alice Lake Park är nära nog obefolkad, med mindre än två invånare per kvadratkilometer.